# Paloma Díaz-Mas
Paloma Díaz-Mas (Madrid, 9 de mayo de 1954) es una escritora, catedrática universitaria e investigadora española, miembro de la Real Academia Española.

## Biografía
Estudió Filosofía y Letras y Periodismo, especializándose en Filología románica. Se doctoró en la Universidad Complutense de Madrid con una tesis sobre la poesía sefardí. Fue catedrática de historia y literatura sefardí en la Universidad del País Vasco en Vitoria, y profesora visitante de literatura española y literatura sefardí en las universidades estadounidenses de Oregón y Washington en St. Louis. En 2016, se convirtió en profesora de investigación en el Instituto de Lengua, Literatura y Antropología del Consejo Superior de Investigaciones Científicas (CSIC). Ha estado vinculada al CSIC desde principios de los años 1980 y ha desarrollado distintos proyectos, entre los que dirige Los sefardíes ante sí mismos y sus relaciones con España. Es especialista, además de en literatura sefardí, en la de transmisión oral en el medievo español.
Como autora, publicó su primer libro con tan solo diecinueve años (1973) en la desaparecida Editora Nacional, una serie de breves relatos de vidas ficticias titulado Biografías de genios, traidores, sabios y suicidas, reeditado muchos años después como Ilustres desconocidos. En 1983 escribió La informante, obra dramática con la que ganó el Premio de Teatro Breve Rojas Zorrilla que se celebra en Toledo y única incursión en la dramaturgia de la autora. También en 1983 publicó su primera novela, El rapto del Santo Grial, basada en el cuento de la leyenda artúrica, con la que fue finalista en el Premio Herralde de novela. Su obra literaria prosiguió con Tras las huellas de Artorius (Premio Cáceres de Novela Corta), Nuestro milenio, El sueño de Venecia —con el que en esta ocasión sí ganó el Premio Herralde en 1992— y La tierra fértil, Premio Euskadi de literatura en castellano en 2000 y finalista del Premio de la Crítica. Su obra Una ciudad llamada Eugenio, relata la historia de su estancia en Eugene, Oregón, donde fue profesora visitante en la universidad local. Literariamente se le ha adscrito por el editor Jorge Herralde dentro de lo que denomina Nueva Narrativa española e Isabel Touton, profesora de la Universidad Bordeaux-Montaigne, realizó en 2011 un estudio del conjunto de su recorrido literario en La ejemplaridad en la narrativa contemporánea española (1950-2010) con ocasión de la obra La tierra fértil.
A su amplia producción literaria se suman sus estudios académicos filológicos e históricos, además de ensayos como Los sefardíes: historia, lengua, cultura, que fue finalista en el Premio Nacional de Ensayo de España en 1986. Otras obras académicas incluyen Romancero (1994), La Celestina (2011, edición anotada junto con Francisco Lobera, Guillermo Serés, Carlos Mota e Iñigo Ruiz Arzalluz) o la coedición con Elisa Martín Ortega de Mujeres sefardíes lectoras y escritoras, siglos XIX-XXI (Madrid: Iberoamericana / Vervuert, 2016). En 2023, publicó "Breve historia de los judíos en España".
El Pleno de Real Academia Española celebrado el 22 de abril de 2021 la eligió para ocupar la silla «i», vacante a causa del fallecimiento de Margarita Salas. Leyó su discurso de ingreso el 6 de noviembre de 2022 sobre el tema Ciencia en judeoespañol.